# Okręg wyborczy Wakefield
Okręg wyborczy Wakefield powstał w 1832 r. i wysyła do brytyjskiej Izby Gmin jednego deputowanego. Okręg obejmuje 3/4 miasta Wakefield w zachodnim Yorkshire oraz wsie leżące na południowy zachód od miasta.

## Deputowani do brytyjskiej Izby Gmin z okręgu Wakefield
- 1832–1837: Daniel Gaskell
- 1837–1841: William Lascelles
- 1841–1842: Joseph Holdsworth
- 1842–1847: William Lascelles
- 1847–1857: George Sandars
- 1857–1859: John Dodgson-Charlesworth
- 1859–1862: William Leatham
- 1862–1865: John Dalrymple-Hay, Partia Konserwatywna
- 1865–1868: William Leatham
- 1868–1874: Somerset Archibald Beaumont
- 1874–1874: Edward Green
- 1874–1880: Thomas Kemp Sanderson
- 1880–1885: Robert Bownas Mackie
- 1885–1892: Edward Green
- 1892–1895: Albany Charlesworth
- 1895–1902: William Wentworth-FitzWilliam wicehrabia Milton
- 1902–1910: Edward Brotherton
- 1910–1918: Arthur Harold Marshall
- 1918–1922: Edward Brotherton
- 1922–1923: Robert Ellis, Partia Konserwatywna
- 1923–1924: George Henry Sherwood
- 1924–1929: Robert Ellis, Partia Konserwatywna
- 1929–1931: George Henry Sherwood
- 1931–1932: George Brown Hillman
- 1932–1954: Arthur Greenwood, Partia Pracy
- 1954–1964: Arthur Creech Jones, Partia Pracy
- 1964–1987: Walter Harrison, Partia Pracy
- 1987–2005: David Hinchliffe, Partia Pracy
- 2005 –: Mary Creagh, Partia Pracy